# Eudonia melanographa
Eudonia melanographa é uma espécie de insetos lepidópteros, mais especificamente de traças, pertencente à família Crambidae.
A autoridade científica da espécie é Hampson, tendo sido descrita no ano de 1907.
Trata-se de uma espécie presente no território português.